# Strathmore (Alberta)

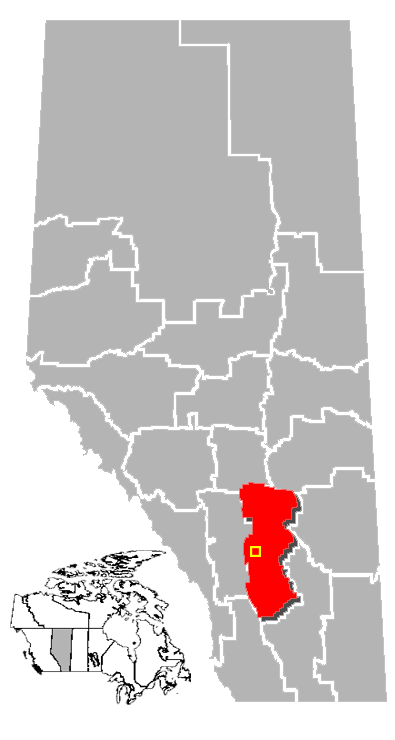
localização de Strathmore em Alberta.

Strathmore é uma cidade canadense da província de Alberta. Situa-se a 40 km ao leste de Calgary. A sua população estimada é de 10 mil habitantes.